# Przemysław Prusinkiewicz
Przemysław Prusinkiewicz – polski informatyk oraz matematyk. Profesor informatyki na Uniwersytecie Calgary w Kanadzie. Wysunął pomysł, że liczby Fibonacciego w przyrodzie można po części rozumieć jako wyraz pewnych ograniczeń algebraicznych na wolnych grupach, a konkretnie jako pewne gramatyki Lindenmayera. Główna praca Prusinkiewicza dotyczy modelowania wzrostu roślin poprzez takie gramatyki.

## Publikacje
- Przemysław Prusinkiewicz, James Hanan – Lindenmayer Systems, Fractals, and Plants (Lecture Notes in Biomathematics)
- Aristid Lindenmayer, Przemysław Prusinkiewicz – The Algorithmic Beauty of Plants (The Virtual Laboratory)]
- Hans Meinhardt, Przemysław Prusinkiewicz, Deborah R. Fowler – The Algorithmic Beauty of Sea Shells